# Río Sev
El río Sev es un río que transcurre por los óblast rusos de Kursk y de Briansk. Nace cerca de la aldea de Gremiache, en el óblast de Kursk. Sus principales tributariso son el Górkaya Yablonia, el Vasco, el Sosnitsa, el Stenega, el Lemeshovka, el Ul y el Tara. Desemboca en el río Nerusa, que a su vez es afluente del río Desná, por lo que pertenece a la cuenca hidrográfica del río Dniéper. El río atraviesa la ciudad de Sevsk.